# Federazione calcistica dell'Uganda
La Federazione calcistica dell'Uganda (in inglese Federation of Uganda Football Associations, acronimo FUFA) è l'ente che governa il calcio in Uganda.
Fondata nel 1924, si affiliò alla FIFA e alla CAF nel 1959. Ha sede nella capitale Kampala e controlla il campionato nazionale, la coppa nazionale e la Nazionale del paese.